# 풍선 카테터

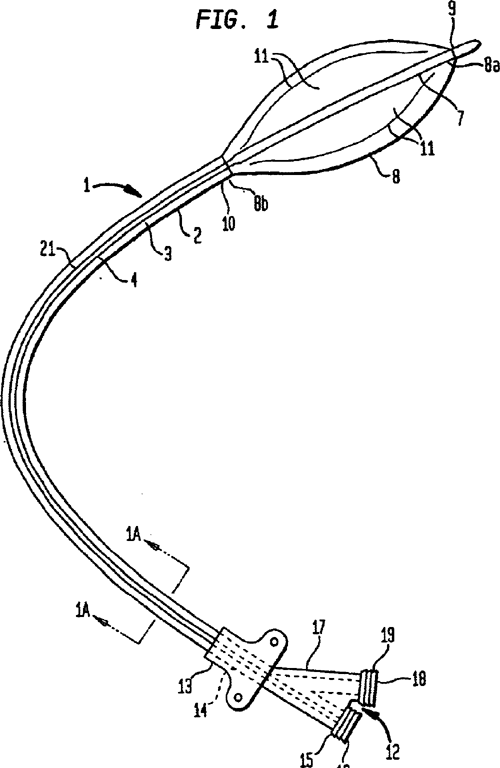

풍선 카테터 또는 벌룬 카테터(Balloon catheter)는 끝에 팽창 가능한 "풍선"이 있는 "부드러운" 카테터의 일종으로, 카테터 시술 중에 신체 내의 좁은 구멍이나 통로를 확대하는 데 사용된다. 수축된 풍선 카테터를 위치시킨 후 필요한 절차를 수행하기 위해 팽창시키고 제거하기 위해 다시 수축시킨다.
몇 가지 일반적인 용도는 다음과 같다.
- 심장 카테터 삽입(심장 카테터)을 통한 혈관 성형술 또는 풍선 중격 절개술
- 자궁 카테터 삽입을 통한 난관 성형술
- 방광경을 통한 수포성 접근 방식을 통해 배치된 분리형 팽창식 풍선 스텐트를 사용한 신우성형술.

## 같이 보기
- 소변줄
- 풍선 카테터 부비동 수술